# Генеральний штаб Збройних сил Білорусі

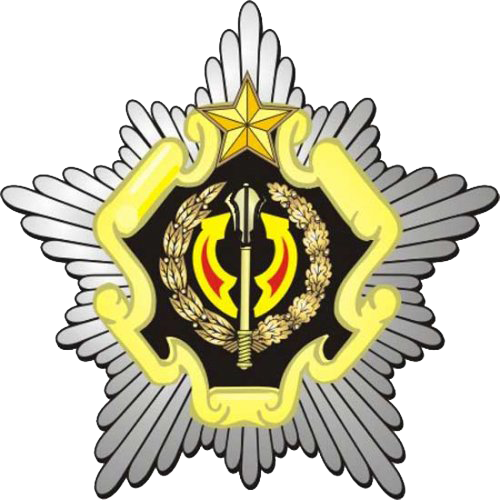
Емблема Генерального штабу Білорусі

Генеральний штаб Збройних сил Республіки Білорусь — центральний орган військового управління, який здійснює оперативне управління Збройними силами Білорусі, організовує взаємодію і координує діяльність Збройних Сил, інших військ, органів державної безпеки, військових формувань, створеної відповідно до законодавства Республіки Білорусь щодо виконання завдань у сфері оборони країни.

## Структура
- Головне оперативне управління
- Головне розвідувальне управління
- Головне організаційне мобілізаційне управління
- Інформаційно-аналітичне управління
- Управління зв'язку
- Управління територіальної оборони
- Управління інженерних військ
- Управління ракетних військ та артилерії
- Управління радіоелектронної боротьби
- Управління радіаційної, хімічного, біологічного захисту та екології
- Сьоме управління
- Навігаційно-топографічне управління
- Організаційне відділення
- Восьме управління
- Фінансовий відділ

## Керівництво
З травня 2024 року начальник Генерального штабу — генерал-майор Павло Миколайович Муравейко.